# Pakettragegriff
Ein Pakettragegriff oder kurz Paketgriff, auch bekannt als Paketknebel, ist ein wiederverwendbares Packhilfsmittel, welches das Tragen von schweren, mit Bindfaden verschnürten Paketen erleichtert.
In seiner klassischen Form besteht der Paketgriff aus einem Stück Rundholz von etwa 15 mm Durchmesser und 10 cm Länge, das längs durchbohrt ist, sowie einem durch die Bohrung gesteckten und beiderseits abgewinkelten, ca. 1,5 mm starken Eisendraht, der an den Enden so gebogen ist, dass man ihn leicht in den Bindfaden des Pakets einhängen kann. (Zum Schutz gegen Verletzungen stehen die Drahtenden meist nicht frei nach oben, sondern sind in sich zurückgebogen; auch sind die Griffenden angefast.) Der Holzgriff ist manchmal mit einem Werbeaufdruck versehen.
Diese Bauform wurde später teils durch eine einteilige Konstruktion aus gepresstem Kunststoff verdrängt, welche billiger zu produzieren ist, aber wegen ihrer geringeren Griffdicke weniger Tragekomfort bietet.
Seitdem Pakete statt mit Bindfaden immer häufiger mit Klebeband verschlossen werden, ist die praktische Bedeutung von Paketgriffen stark zurückgegangen.

## Nachweise
1. ↑  Fritz Neske: Gabler Lexikon Werbung. Betriebswirtschaftlicher Verlag Dr. Th. Gabler GmbH, Wiesbaden 1983, S. 243 (springer.com).